# Robert Charles Tyler
Robert Charles Tyler (17 juillet 1820 – 16 avril 1865) est un brigadier général confédéré au cours de la guerre de Sécession. Les sources manquantes ou contradictoires laissent planer des doutes à la fois sur sa vie et sa carrière militaire au début de la guerre de Sécession. Tué à la bataille de West Point, le 16 avril 1865, Tyler est le dernier officier général à mourir pendant la guerre.

## Avant la guerre
Robert Charles Tyler naît en 1820, dans une zone entre les villes de Memphis et de Jackson, Tennessee. Sa famille déménage à Baltimore, Maryland, quand il est un jeune enfant. Il sert en tant que premier lieutenant le l'armée de flibusterie de William Walker et se bat au Nicaragua, au cours de la campagne de 1856-57. De retour à Baltimore par la ville de New York, il s'installe à Memphis, Tennessee travaillant en tant que commis. Avant la guerre, il l'aurait aidé à organiser les chevaliers du cercle d'or,.

## Guerre de Sécession
Lorsque la guerre de Sécession éclate, Tyler rejoint l'armée confédérée comme soldat dans la compagnie D du 15th Tennessee Infantry Regiment, et est promu sergent quartier-maître à la même date. Au début de 1861, Tyler est promu au poste de quartier-maître régimentaire, et on dit qu'il est quartier-maître général des états-majors des généraux Benjamin F. Cheatham et Gideon Pillow avec le grade de capitaine et, plus tard, comme de commandant. Promu lieutenant-colonel, peu de temps avant la bataille de Belmont alors que son prédécesseur démissionne, Tyler commande la régiment au cours de la bataille en l'absence du colonel Charles M. Carroll. Tyler conserve le commandement du régiment jusqu'à la bataille de Shiloh. Perdant trois chevaux sous lui, il est lui-même blessé le 7 avril. Ses services sont officiellement remarqués par le commandant de brigade de Tyler, le brigadier Bushrod Johnson.
Stationné à Corinth, le 15th Tennessee se réorganise, et Tyler est élu pour devenir le colonel du régiment. En partie en raison de ses blessures, par ordre du général Braxton Bragg , il sert en tant que marshall prévôt général de l'armée du Tennessee pendant la campagne confédérée du Kentucky. Après la bataille de Stones River, le 15th Tennessee épuisé est consolidé avec le 37th Tennessee Infantry et Tyler est choisi par le général Bragg pour commander le 15th-37th Consolidated Tennessee Infantry, qu'il dirige lors de la bataille de Chickamauga. Capturant quatre canons, le 19 septembre, Tyler est légèrement blessé lors d'un assaut le lendemain.
Quand, après la bataille, le brigadier William B. Bate est élevé au commandement divisionnaire, Tyler prend le commandement de la brigade. Tyler doit alors commander non seulement son propre 15th-37th Tennessee, mais aussi le 10th, le 20th et le 30th Tennessee, ainsi que le 1st Tennessee Battalion, le 4th Georgia Battalion et le 37e Georgia Regiment. Lors de la campagne de Chattanooga qui suit, la brigade de Tyler (Bate) est postée sur Missionary Ridge, au centre de la deuxième ligne confédérée près du quartier général de Bragg. Au cours de la bataille de Missionary Ridge la brigade tient d'abord sa position contre la brigade de Wagner, mais est délogée par l'attaque de flanc de la brigade de Hazen. En essayant de rallier ses hommes en fuite, Tyler est touché à la jambe gauche et est évacué du terrain.
La blessure aboutit finalement à l'amputation de sa jambe et l'oblige à utiliser des béquilles pour le reste de sa vie. Pendant sa convalescence, il est transféré dans un hôpital à West Point, en Géorgie, et il y est encore quand il reçoit une promotion de brigadier général le 23 février 1864. Bien que sa brigade soit renommée comme la brigade de Tyler, il n'a jamais commandé l'unité sur le terrain. Au lieu de cela, il reste en Géorgie et, plus tard, en 1864, commande un camp près de Macon où des cavaliers démontés, des traînards et tire-au-flancs sont organisés en tant qu'infanterie. Lorsque la région est évacuée à la fin de 1864 Tyler retourne à West Point, en tant que commandant du fort Tyler, une petite fortification carrée, avec deux canons de campagne et un grand canon de 32 livres. Il occupe ce poste pendant l'hiver, gardant les ponts ferroviaires du chemin de fer sur la rivière Chattahoochee avec un petit détachement de soldats en convalescence, des invalides de guerre et des miliciens.

### Bataille de West Point
Le matin du 16 avril 1865, sept jours après la reddition de Robert E. Lee, une des brigades du corps de cavalerie de Wilson, commandée par le colonel Oscar Hugh La Grange et accompagné par une batterie d'artillerie, attaque le fort Tyler. La bataille fait rage tout au long de la journée, alors que les confédérés en infériorité numérique sous le commandement du général Tyler tentent de tenir leur fort. Autour de midi, au cours d'une accalmie, Tyler regarde sur le champ de bataille et est abattu par un tireur embusqué dans un chalet à proximité – Tyler avait refusé de le brûler plus tôt parce qu'il connaissait le propriétaire et qu'il ne croyaient pas qu'il puisse se permettre de le perdre. D'après ce que l'on dit, un autre soldat tire au même moment, fracassant ses béquilles.
Le général Tyler est enterré sur le cimetière du fort Tyler à West Point, comme les autres défenseurs de Fort Tyler tués. Il repose dans une fosse commune avec un ami de longue date, le capitaine Celestino Gonzalez, du 1st Florida Infantry.